# Borís Morózov

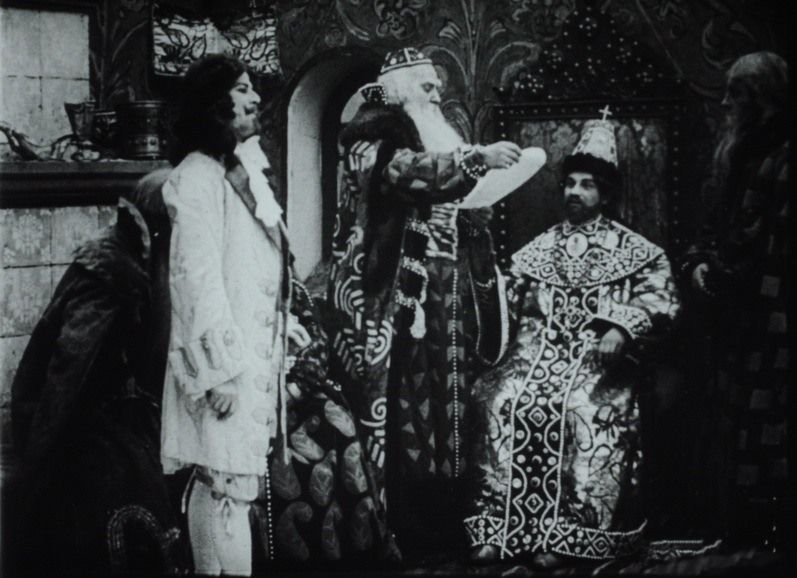
El Embajador de Suecia, Boris Morozov y Alexei Mikhailovich. Fotograma de la película “El tricentenario del reinado de la Casa Romanov” (1913).

Borís Ivánovich Morózov (en ruso, Борис Иванович Морозов 1590-1661) fue un político y boyardo moscovita que dirigió el gobierno ruso durante el temprano reinado del Zar Alejo I, ya que él era su cuñado y tutor.
Durante su larga carrera en la Corte del Kremlin de Moscú, Morózov supervisó un número de departamentos de gobierno (llamados prikaz), entre los que se encontraban Tesorería, Streltsí, Farmacia y Nómina. Aspirando a aumentar los ingresos de la tesorería, Morózov redujo los salarios de los empleados del estado e introdujo un alto e indirecto impuesto a la sal. Estas medidas causaron el Disturbio de la Sal en 1648. Los rebeldes reclamaron la transferencia de Morózov, pero el Zar lo escondió en un palacio y luego lo envió a un exilio ficticio en el Monasterio de Kirillo-Belozersky. Sin embargo, luego de cuatro meses, Morózov retornó a Moscú.
En 1649, Morózov tomó una parte activa en la preparación del Sobórnoye ulozhéniye, un código legal que sobreviviría hasta el siglo XIX. En el principio de la década de 1650, manteniendo un bajo perfil, seguía a cargo del gobierno moscovita. Era dueño de unos 55.000 campesinos y de un número de molinos, destilerías y fábricas, que producían hierro, ladrillos y sal. Su cuñada, la boyarda Morózova, estuvo involucrada en el movimiento de los Viejos creyentes.
- Datos: Q2543533